# Base Bellingshausen
La base Bellingshausen (en ruso: Беллинсгаузен) es una base antártica permanente (operativa durante todo el año) de Rusia. Fue nombrada en honor del marino ruso de origen alemán, Faddey Faddeevich Bellingshausen. Se ubica en la bahía Fildes (Maxwell), península Fildes, en la parte oeste de la isla Rey Jorge (conocida en Rusia como isla Waterloo), en el archipiélago de las Islas Shetland del Sur.

## Características

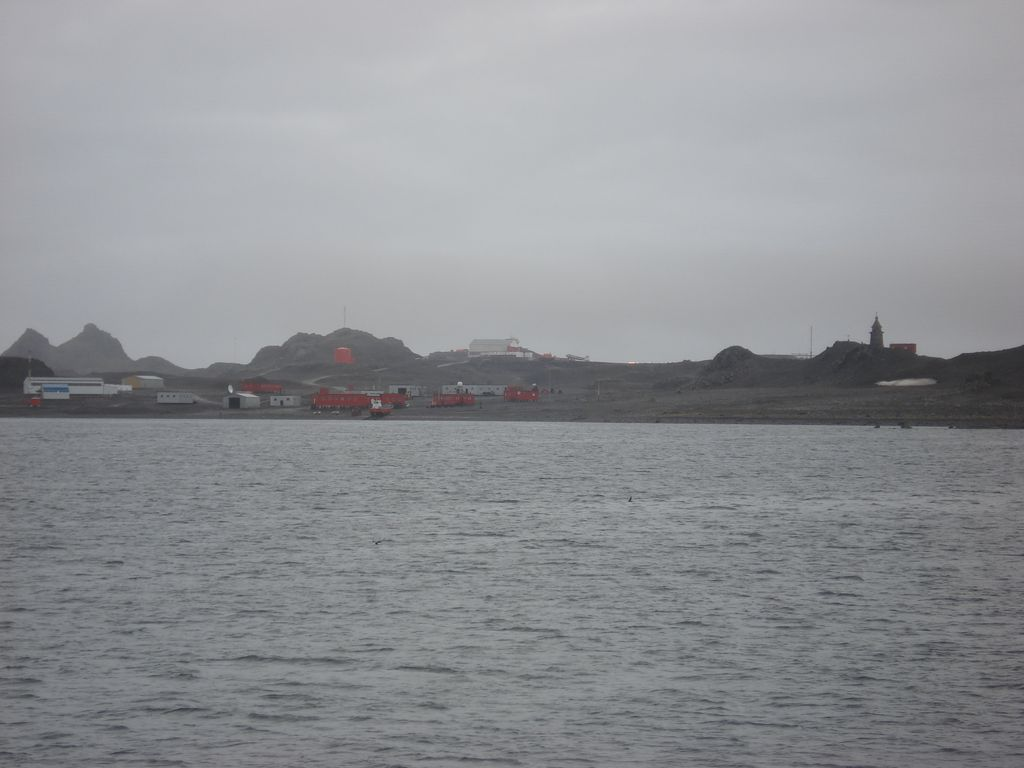
Vista general de la base.

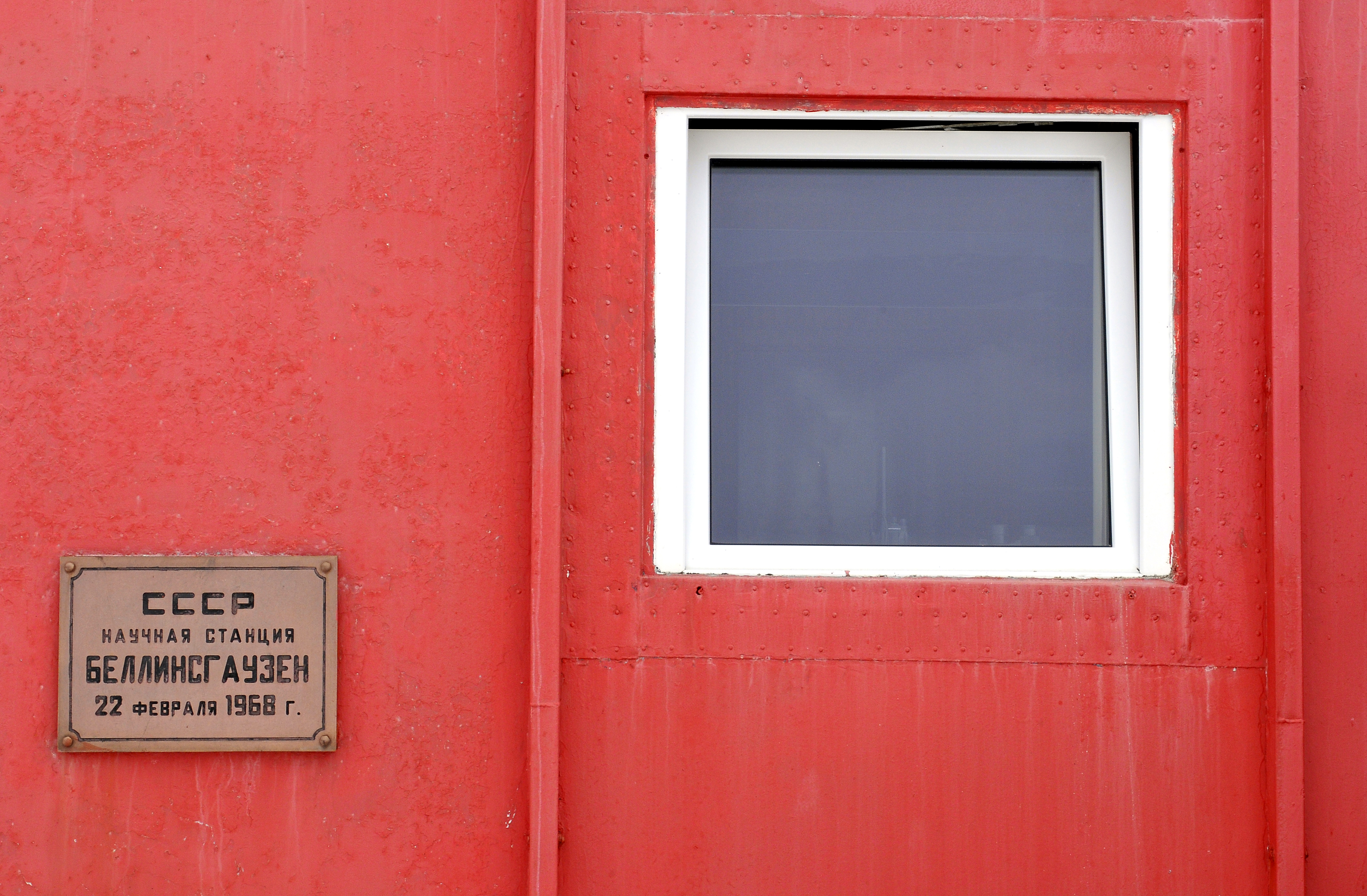
Placa conmemorativa de la fundación de la estación.

Sus coordenadas geográficas son: 62°11′47″S 58°57′39″O / -62.19639, -58.96083 y se encuentra a 15,8 m s. n. m., a 100 metros del mar y a sólo 100 metros al este de la base chilena Presidente Eduardo Frei, en un terreno libre de hielo permanente.
La base fue inaugurada por la Unión Soviética el 22 de febrero de 1968, desde cuando viene operando continuadamente. Fue heredada por Rusia en 1991.
Cuenta con una población máxima en verano de 38 personas y un promedio de invierno de 25 personas. Cerca de la base se encuentra la Iglesia de la Santa Trinidad, la mayor iglesia ortodoxa de la Antártida. La base ocupa un área total de 800 x 600 m, cuenta con 14 edificaciones o módulos, con un total de área construida de 25.236 m², 324 m² de los cuales son habitacionales. Desde mediados de la década de 1970 opera un potente centro de radio que atiende, entre otras cosas, a la flota pesquera. El suministro de energía se realiza a partir de tres generadores diésel con una capacidad total de 225 kW.
En la base se efectúan estudios científicos relativos a monitoreo ambiental, geodesia y cartografía (desde 1970), observaciones geomagnéticas (desde 1969), glaciología continental (desde 1969), glaciología de hielo marino (desde 1968), biología humana (desde 1968), observaciones ionosféricas y de auroras polares (desde 1978), observaciones meteorológicas (desde 1968), geología y geofísica en terreno y biología terrestre.

La base está conectada por caminos no mejorados con las bases cercanas: Base Chilena Presidente Eduardo Frei Montalva, Estación China Gran Muralla y Base Artigas uruguaya. Es la antípoda de una ubicación en la Siberia rusa.
En noviembre de 2011 el buque aviso-remolcador de la Armada Argentina ARA Suboficial Castillo (A-6) debió socorrer a un científico argentino herido desde Base Jubany hasta Bellingshausen para ser sometido a una intervención quirúrgica de urgencia.

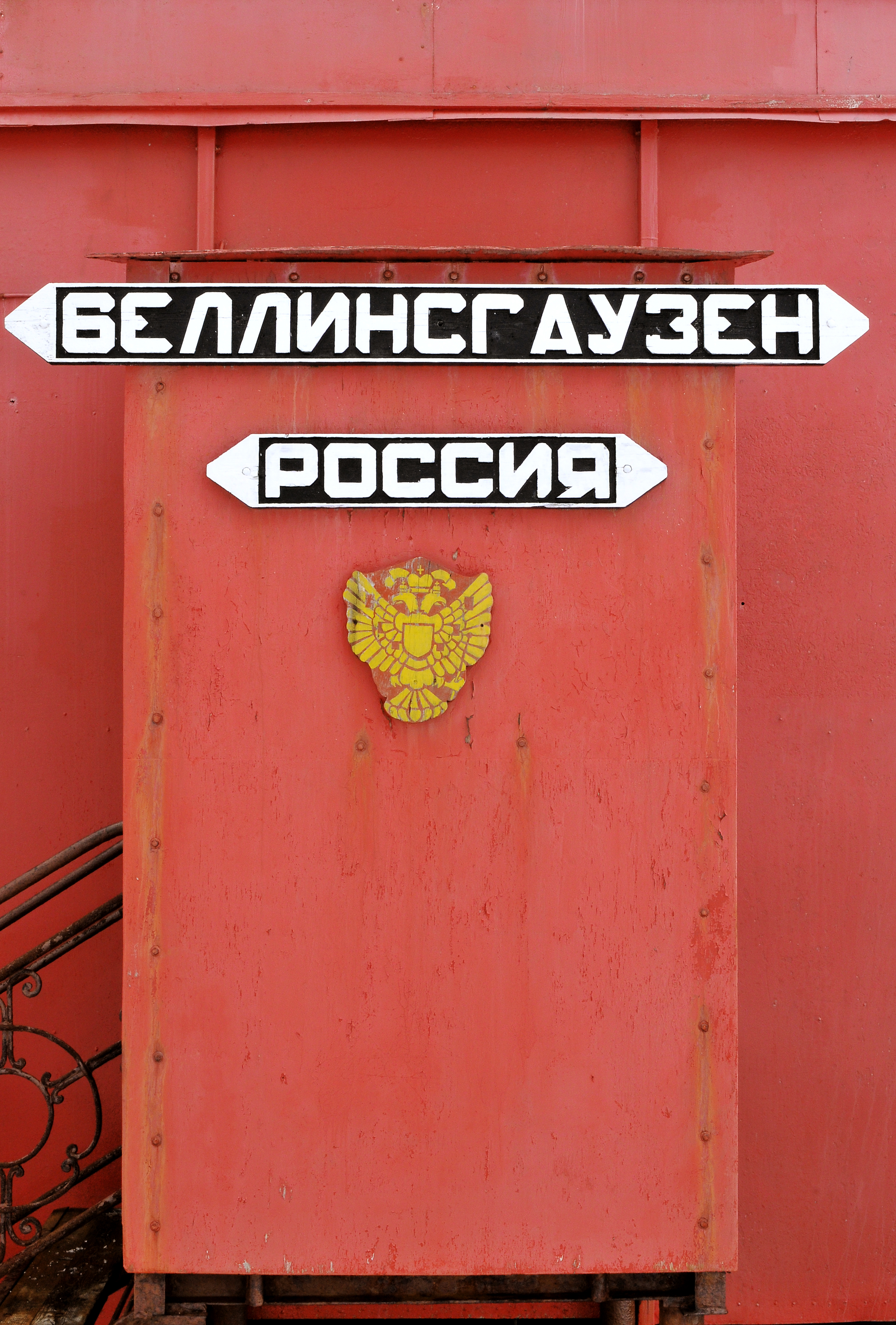
Cartel "Bellingshausen Rusia" Isla del Rey Jorge, Islas Shetland del Sur, Antártida.

A 5,5 km al norte de la base se halla el refugio Priroda, construido en 1987. En octubre de 2018, fue el lugar del primer intento de asesinato en la Antártida. En enero de 2020, se inauguró un monumento a Bellingshausen en las costas de la isla Rey Jorge (Waterloo) en la estación rusa.

## Clima
La base se encuentra en una zona relativamente cálida de la Antártida: la temperatura media de agosto (el mes más frío) es de -6,8 °С, mientras la del mes más cálido (febrero) es de +1,1 °С. Por este motivo los residentes rusos de la base han dado el sobrenombre a la estación Bellingshausen de kurort (en ruso курорт): Resort o balneario. Con solo 591,3 horas de sol al año, el clima suele ser inestable y nublado durante todo el año, las precipitaciones en forma de nieve, lluvia o llovizna son frecuentes.
| Parámetros climáticos promedio de Bellingshausen Station (1968–2014) | Parámetros climáticos promedio de Bellingshausen Station (1968–2014) | Parámetros climáticos promedio de Bellingshausen Station (1968–2014) | Parámetros climáticos promedio de Bellingshausen Station (1968–2014) | Parámetros climáticos promedio de Bellingshausen Station (1968–2014) | Parámetros climáticos promedio de Bellingshausen Station (1968–2014) | Parámetros climáticos promedio de Bellingshausen Station (1968–2014) | Parámetros climáticos promedio de Bellingshausen Station (1968–2014) | Parámetros climáticos promedio de Bellingshausen Station (1968–2014) | Parámetros climáticos promedio de Bellingshausen Station (1968–2014) | Parámetros climáticos promedio de Bellingshausen Station (1968–2014) | Parámetros climáticos promedio de Bellingshausen Station (1968–2014) | Parámetros climáticos promedio de Bellingshausen Station (1968–2014) | Parámetros climáticos promedio de Bellingshausen Station (1968–2014) |
| Mes                                                                  | Ene.                                                                 | Feb.                                                                 | Mar.                                                                 | Abr.                                                                 | May.                                                                 | Jun.                                                                 | Jul.                                                                 | Ago.                                                                 | Sep.                                                                 | Oct.                                                                 | Nov.                                                                 | Dic.                                                                 | Anual                                                                |
| -------------------------------------------------------------------- | -------------------------------------------------------------------- | -------------------------------------------------------------------- | -------------------------------------------------------------------- | -------------------------------------------------------------------- | -------------------------------------------------------------------- | -------------------------------------------------------------------- | -------------------------------------------------------------------- | -------------------------------------------------------------------- | -------------------------------------------------------------------- | -------------------------------------------------------------------- | -------------------------------------------------------------------- | -------------------------------------------------------------------- | -------------------------------------------------------------------- |
| Temp. máx. media (°C)                                                | 3.3                                                                  | 3.3                                                                  | 2.1                                                                  | 0.2                                                                  | -1.5                                                                 | -3.1                                                                 | -3.8                                                                 | -3.6                                                                 | -2.0                                                                 | -0.9                                                                 | 0.4                                                                  | 2.0                                                                  | -0.3                                                                 |
| Temp. media (°C)                                                     | 1.5                                                                  | 1.5                                                                  | 0.4                                                                  | -1.7                                                                 | -3.6                                                                 | -5.6                                                                 | -6.5                                                                 | -6.2                                                                 | -4.4                                                                 | -2.6                                                                 | -1.1                                                                 | 0.4                                                                  | -2.3                                                                 |
| Temp. mín. media (°C)                                                | 0.1                                                                  | 0.1                                                                  | -1.3                                                                 | -3.8                                                                 | -6.0                                                                 | -8.3                                                                 | −9.7                                                                 | -9.3                                                                 | -7.1                                                                 | -4.7                                                                 | -2.7                                                                 | -1.0                                                                 | -4.5                                                                 |
| Precipitación total (mm)                                             | 54.4                                                                 | 66.4                                                                 | 72.1                                                                 | 65.6                                                                 | 60.6                                                                 | 53.4                                                                 | 60.5                                                                 | 62.1                                                                 | 59.8                                                                 | 54.6                                                                 | 46.7                                                                 | 46.0                                                                 | 702.2                                                                |
| Horas de sol                                                         | 89.3                                                                 | 66.2                                                                 | 54.4                                                                 | 28.4                                                                 | 13.9                                                                 | 3.8                                                                  | 9.0                                                                  | 28.5                                                                 | 48.1                                                                 | 70.9                                                                 | 83.2                                                                 | 95.5                                                                 | 591.2                                                                |
| Humedad relativa (%)                                                 | 87.8                                                                 | 88.8                                                                 | 88.3                                                                 | 88.0                                                                 | 88.2                                                                 | 87.6                                                                 | 88.5                                                                 | 88.6                                                                 | 89.6                                                                 | 88.8                                                                 | 88.4                                                                 | 88.3                                                                 | 88.4                                                                 |
| Fuente: Arctic and Antarctic Research Institute                      |                                                                      |                                                                      |                                                                      |                                                                      |                                                                      |                                                                      |                                                                      |                                                                      |                                                                      |                                                                      |                                                                      |                                                                      |                                                                      |

## Transporte
La entrega de bienes y personal de investigación se realiza cada dos años por el buque de investigación científica Akademik Fedorov, el buque insignia de la flota rusa de investigación polar, el resto del tiempo a través del aeródromo chileno Teniente Rodolfo Marsh Martin.

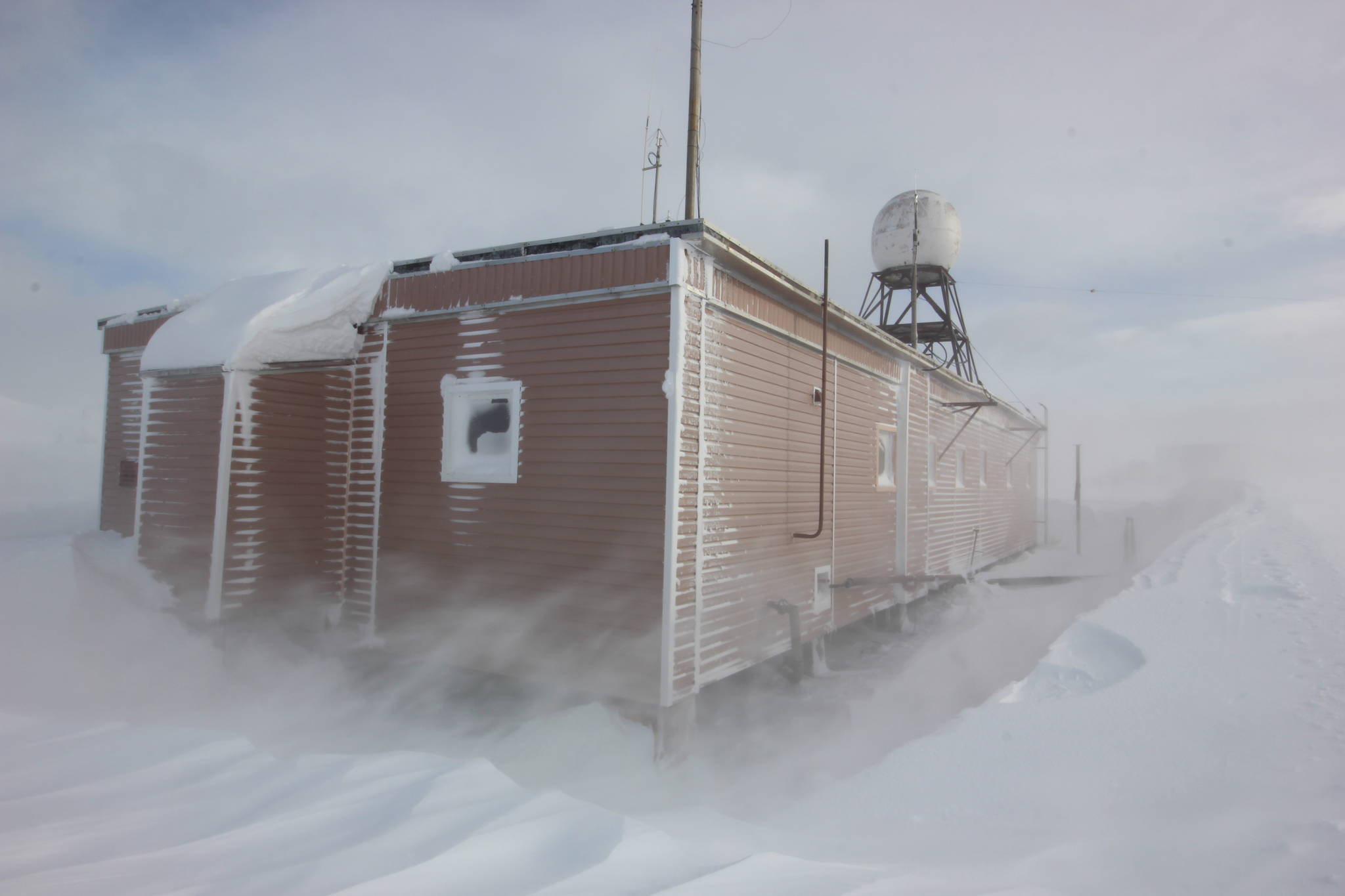
Día ventoso en la base Bellingshausen.
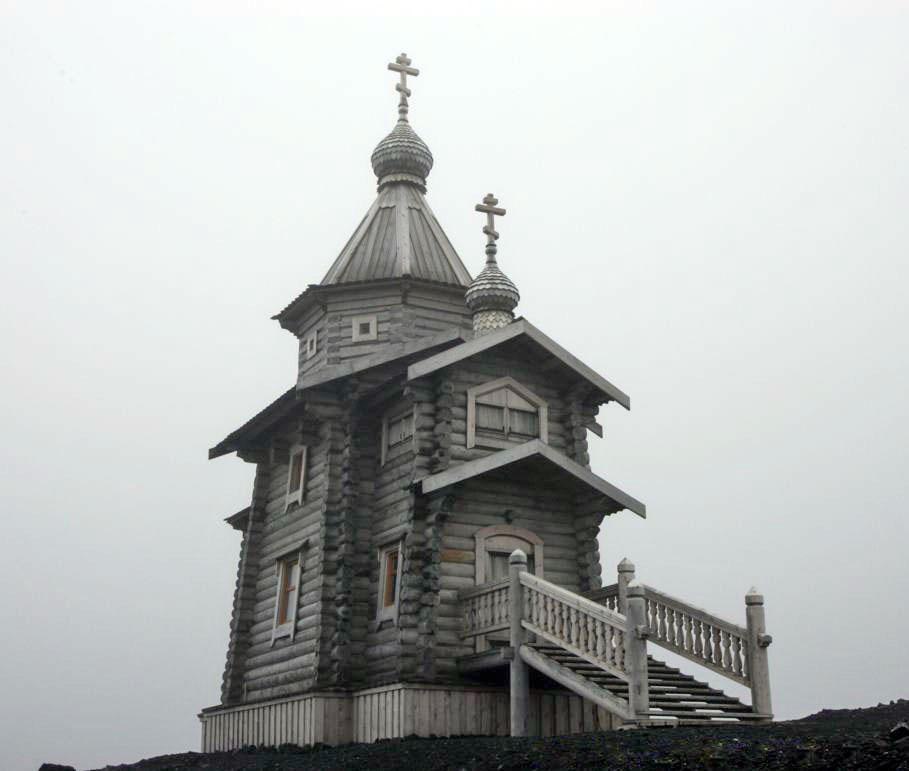
Iglesia de la Santísima Trinidad.
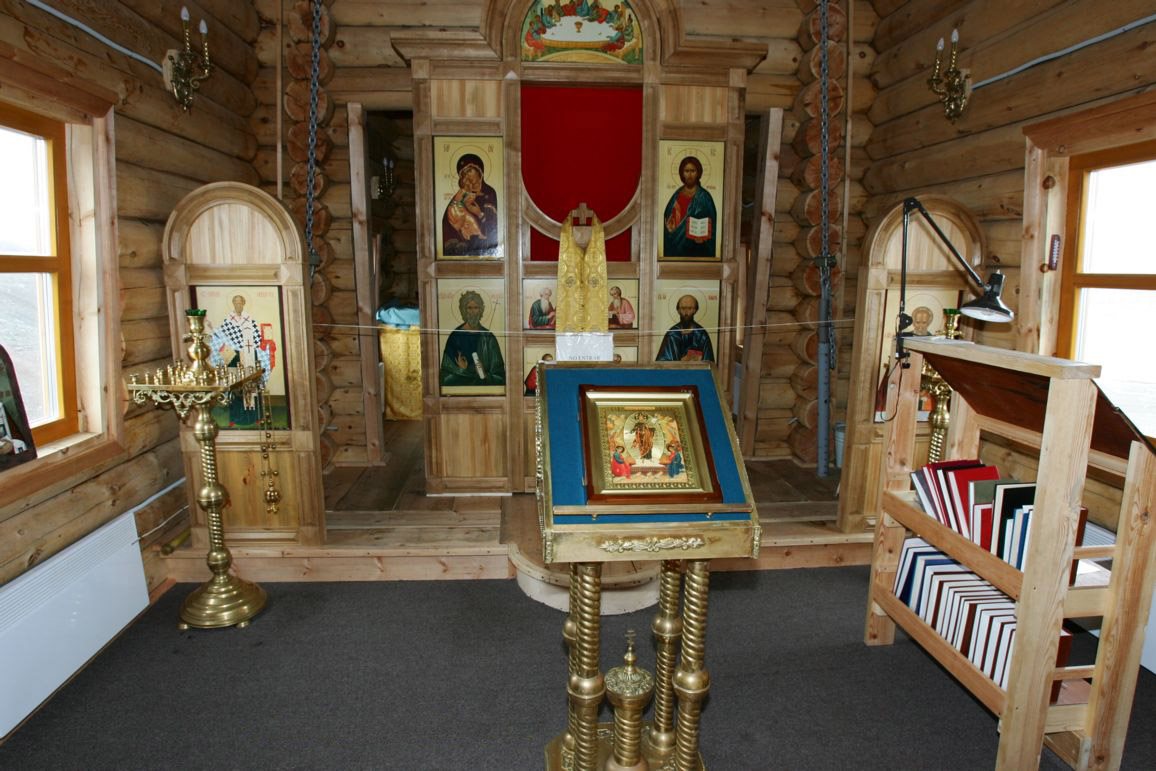
Interior de la iglesia de la Santísima Trinidad.
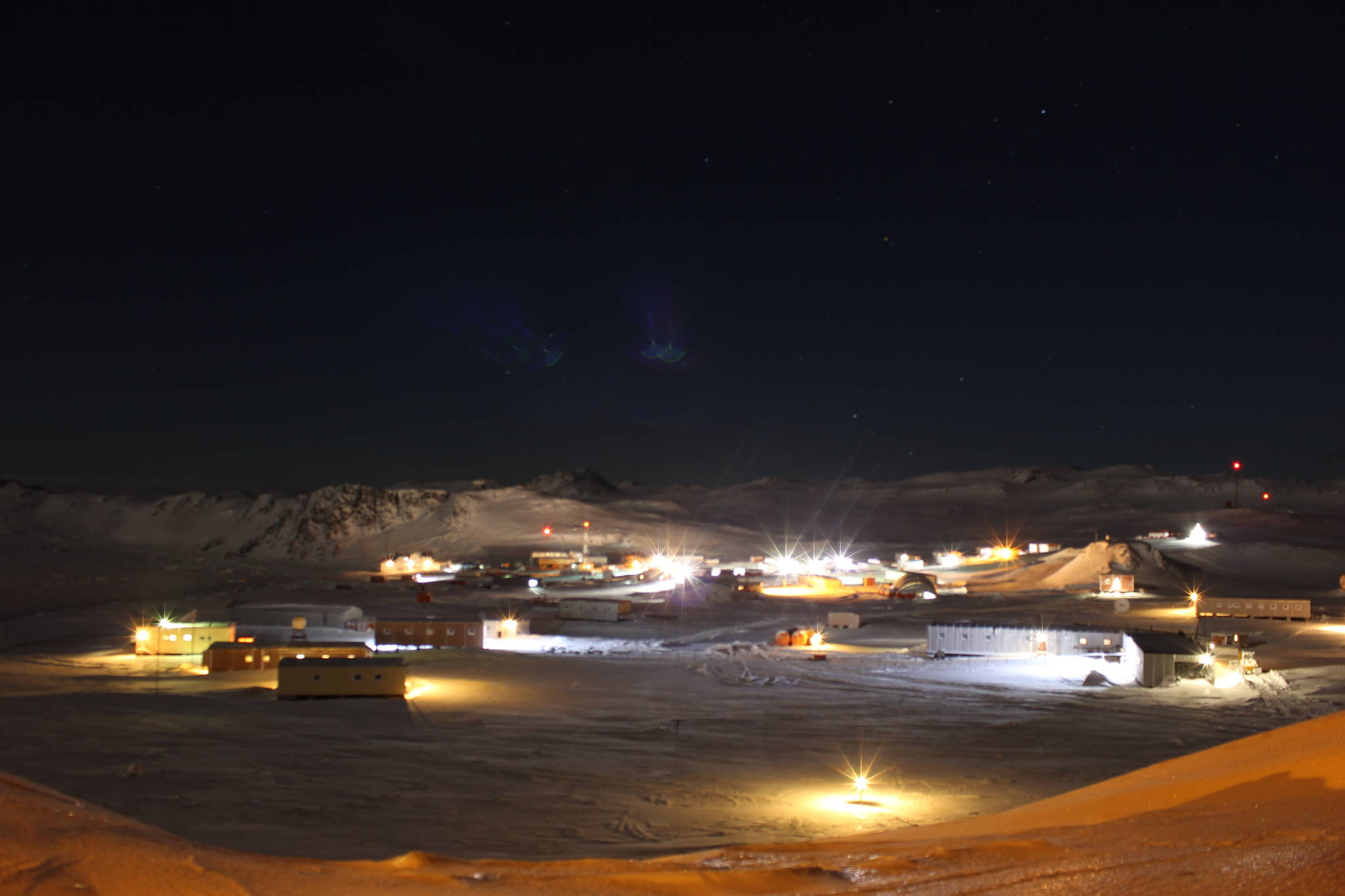
Bellingshausen de noche.
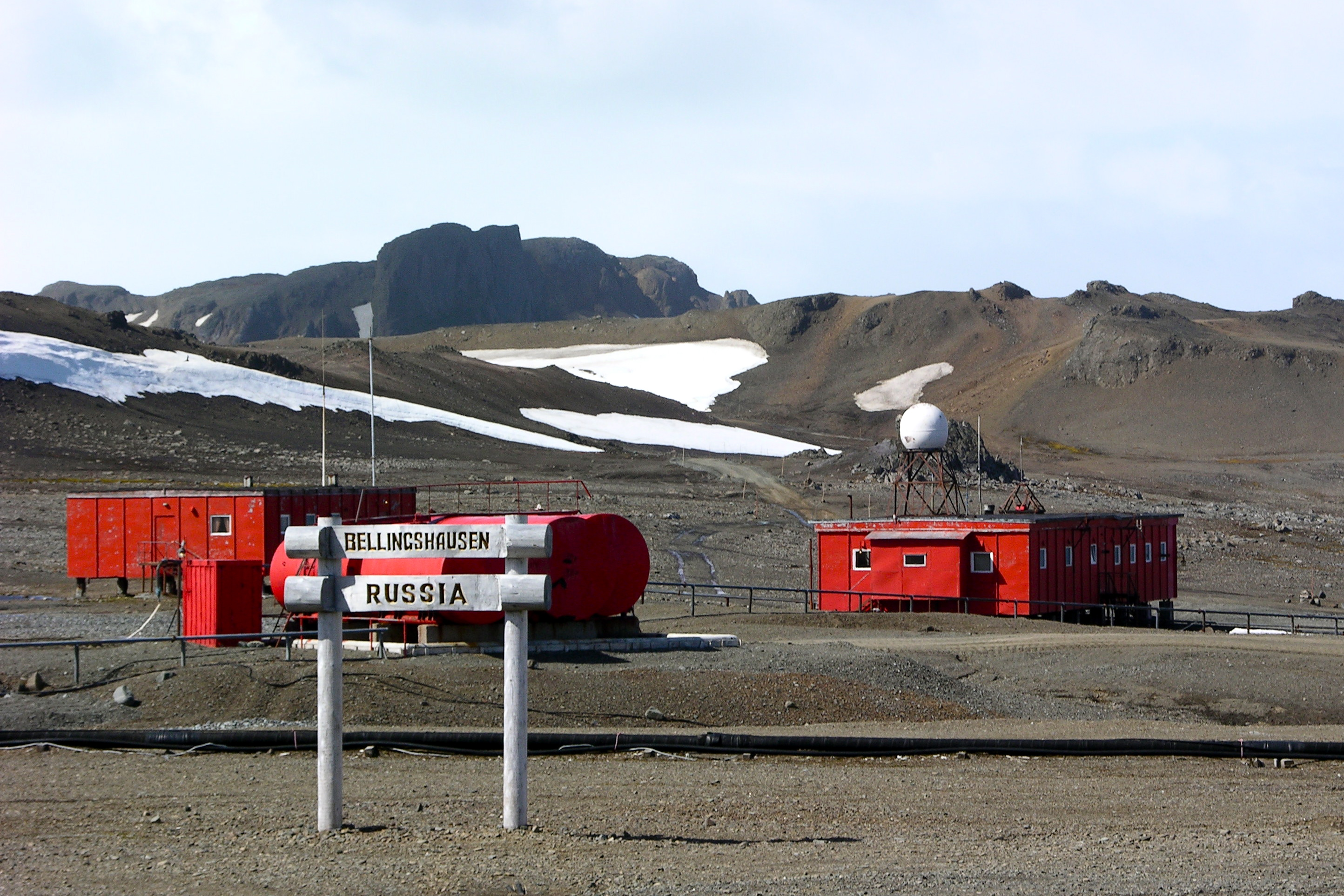
Bellingshausen en 2012.
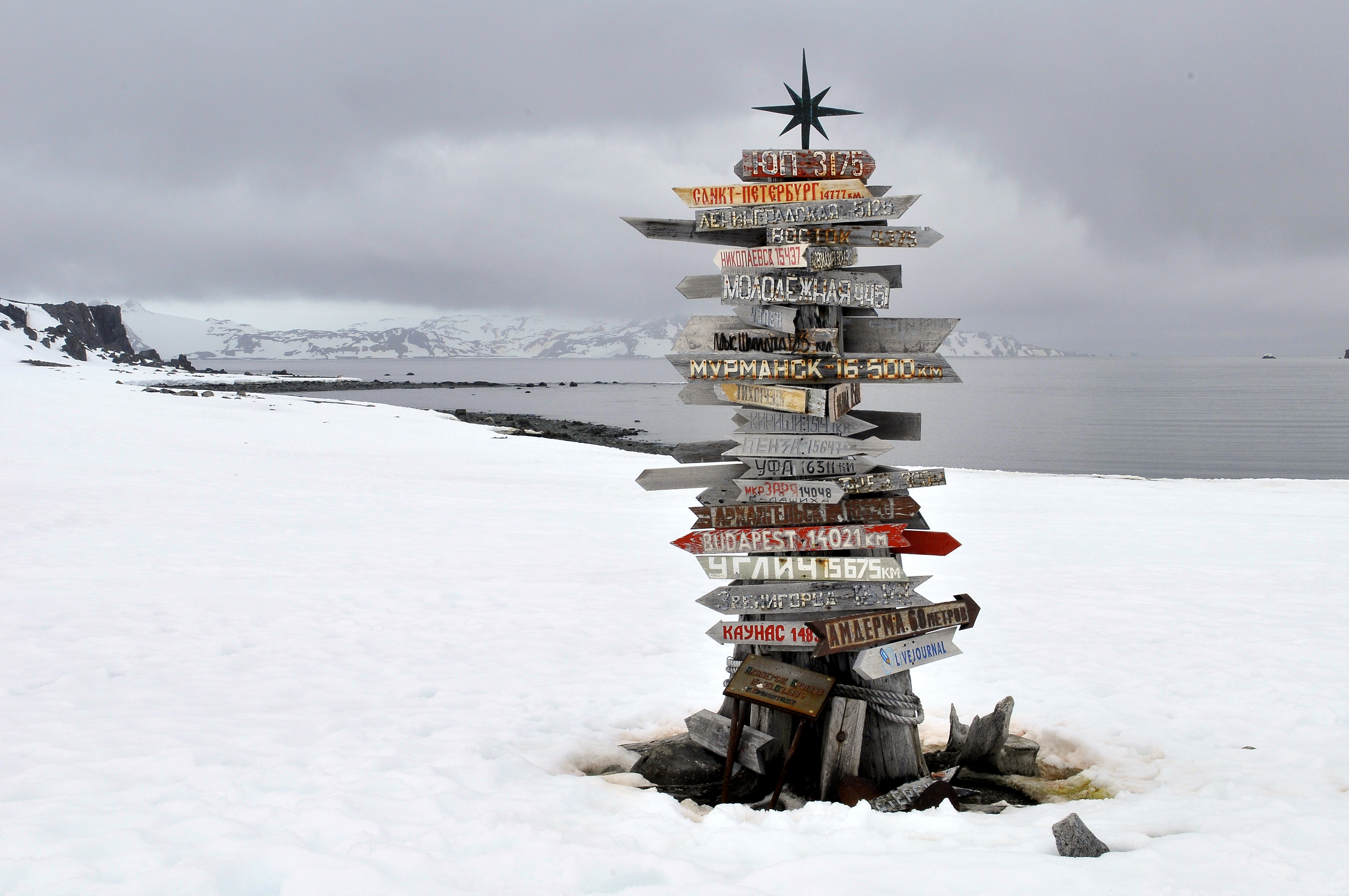
Rosa de los vientos.